# Modrzejów (Podlaszcze)
Modrzejów – kolonia wsi Podlaszcze w Polsce położona w województwie świętokrzyskim, w powiecie jędrzejowskim, w gminie Jędrzejów.
W latach 1975–1998 kolonia należał administracyjnie do województwa kieleckiego.